# Chariomerus

Répartition des principaux peuples germaniques au Ier siècle ap. J.-C.

Chariomerus, Chariomer ou Hariomer (en grec ancien Χαϱιόμηϱος / Chariomeros) est un roi chérusque du Ier siècle, mentionné uniquement par l'historien romain d'expression grecque Dion Cassius.
Fils et successeur d'Italicus, Chariomerus entretient de bons rapports avec les Romains mais finit par s'attirer le ressentiment des Chattes ; ces derniers envahissent le pays des Chérusques et le renversent, peut-être de concert avec une partie de ses propres sujets. Chariomerus parvient à reprendre le pouvoir avec le secours de quelques peuples alliés. Plus tard, abandonné de ceux-ci, et menacé de nouveau, il sollicite le secours de l'empereur Domitien, et lui envoie des otages ; au lieu de troupes, Domitien lui envoie de l'argent pour enrôler des mercenaires.
Chariomerus est l'un des personnages du roman historique Give Me Back My Legions! (2009) de Harry Turtledove.

## Source primaire
- Dion Cassius, Histoire romaine, livre LXVII, 5, 1.

## Source secondaire
- Wolfgang Jungandreas (de) & Bernardus Hendrikus Stolte (de) : « Chariomerus », In: Reallexikon der Germanischen Altertumskunde (RGA), 2e édition, volume 4, Walter de Gruyter, Berlin/New York 1981.